# Teoctist Arăpașu

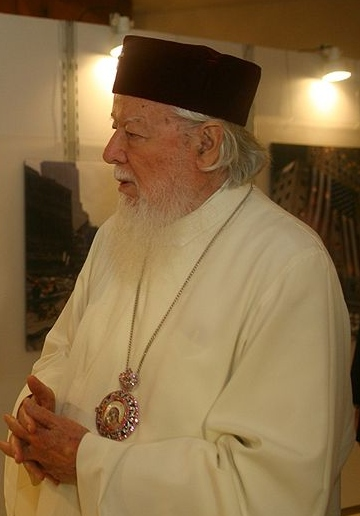
Teoctist Arăpașu in 2006

Teoctist Arăpașu, geboren als Toader Arăpașu (Tocileni (Botoșani), 7 februari 1915 - Boekarest, 30 juli 2007) was een Roemeense geestelijke van de Roemeens-Orthodoxe Kerk.
Hij was van 9 november 1986 tot 30 juli 2007 onder de naam Teoctist I de vijfde patriarch van de Roemeens-Orthodoxe Kerk. Circa 75 procent van de Roemenen behoort tot deze Orthodoxe Kerk.
Overeenkomstig het beleid van zijn kerk schikte Arăpașu zich geheel naar de communistische machthebbers die het van 1946 tot 1989 in Roemenië voor het zeggen hadden.

## Levensloop
Hij was het tiende of elfde kind van Dumitru en Marghioala Arăpașu. Op 6 augustus 1935 werd hij monnik in het Bistrița-Neamțklooster. In 1940 begon hij met studeren aan de Universiteit van Boekarest. Destijds stond hij welwillend tegenover de fascistische en antisemitische IJzeren Garde, die toentertijd zeer gewelddadig mede de lakens in Roemenië uitdeelde. Zo wordt Arăpașu ervan beschuldigd in januari 1941 tezamen met andere Roemeens-orthodoxe geestelijken te hebben deelgenomen aan de leegroving van een synagoge in Boekarest.
In 1945 rondde hij zijn universitaire studie af. Op 1 maart in datzelfde jaar werd hij naar Iași gestuurd waar hij op 25 maart tot priester werd gewijd. In 1946 werd hij archimandriet. Tussen 1946 en 1947 studeerde hij literatuur en filosofie aan de Universiteit van Iași. In 1962 werd Arăpașu benoemd tot bisschop van Arad. Elf jaar later werd hij aartsbisschop van Craiova en metropoliet van de zuidwestelijke regio Oltenië. Ook werd hij in 1977 de metropoliet van de noordoostelijke regio Moldavië en aartsbisschop van Suceava. Arăpașu gebruikte in 1981 geld van de Roemeens-Orthodoxe Kerk om het voetbalteam Politehnica Iași te sponsoren. In 1986 werd hij benoemd tot aartsbisschop van Boekarest en patriarch van de Roemeens-Orthodoxe Kerk.
Hij liep geheel aan de leiband van de communistische autoriteiten. Zo tekende hij geen protest aan tegen de vervolging van diverse Roemeens-orthodoxe en andere geestelijken en stuurde hij geregeld telegrammen met felicitaties naar president-dictator Nicolae Ceaușescu, die hem diverse geschenken gaf. Ook liet hij zich de sloop van zesentwintig oude kerken welgevallen die in het kader van de afbraak van het oude centrum van Boekarest moesten verdwijnen en waar Ceaușescu allerlei monumentale regeringsgebouwen voor in de plaats wilde oprichten.
Nadat deze eind 1989 ten val was gekomen nam hij ontslag maar werd na vier maanden weer in zijn ambt hersteld omdat de synode van mening was dat hij op brede steun kon rekenen. Alhoewel het Roemeense volk liet merken daar anders over te denken, bleef hij in functie. In mei 1999 bezocht paus Johannes Paulus II van de Rooms-Katholieke Kerk Roemenië en werd daar ontvangen door Teoctist I. Dit was een primeur voor Johannes Paulus II omdat hij voor het eerst een land met een oosters-orthodoxe meerderheid aandeed. De belofte van Teoctist I aan de paus dat hij zou trachten te bevorderen dat de met de Rooms-Katholieke Kerk verbonden Roemeens-Katholieke Kerk haar kerkgebouwen die ze onder het communistische bewind was kwijtgeraakt, opnieuw in bezit zou kunnen krijgen, deed hij niet gestand.
In 2000 betuigde Teoctist I zijn spijt dat hij zich niet tegen het schrikbewind van Ceaușescu had verzet. De laatste jaren voor zijn dood beijverde hij zich voor de bouw van een kathedraal van enorme afmetingen, een "kathedraal tot heil van de natie", wat de bevolking aan de zeer grote bouwdrift van wijlen dictator Ceaușescu deed denken. Teoctist Arăpașu overleed op 92-jarige leeftijd ten gevolge van problemen met zijn hart die zich na afloop van een prostaatoperatie voordeden.
Miron · Nicodim · Justinian · Justin · Teoctist · Daniel